# 伊莎贝拉·埃斯特肖像 (达芬奇)
《伊莎贝拉·埃斯特肖像》是意大利文艺复兴大师 列奥纳多·达·芬奇的一幅素描，绘制于 1499 年至 1500 年，是曼图亚侯爵夫人伊莎贝拉埃斯特 的肖像。1499 年，法国入侵意大利，达·芬奇从米兰逃往曼图亚，在那里遇到伊莎贝拉，后者向他订制画像。  不清楚达·芬奇是否完成了这幅画，有可能丢失了，或者没有完成。 2015 年在瑞士发现了布面油画版本，尚未得到证实。 